# ブラックバック
ブラックバック (Antilope cervicapra) は、哺乳綱偶蹄目（鯨偶蹄目とする説もあり）ウシ科ブラックバック属（アンテロープ属）に分類される偶蹄類。本種のみでブラックバック属を構成する。インドカモシカとも呼ばれる。

## 分布
インド、ネパール。パキスタン、バングラデシュでは絶滅。アメリカ合衆国（テキサス州）とアルゼンチンに移入。

## 形態
頭胴長（体長）100 - 150センチメートル。尾長10 - 18センチメートル。体高60 - 85センチメートル。体重25 - 50キログラム。眼や鼻・口の周囲・腹面や四肢内側は白い。頸部背面や、四肢背面は褐色。
脳頭蓋（眼窩より後方の頭骨）が、顔面頭蓋（眼窩後端より前の部分）の1/3と短い。鼻孔の周囲は体毛で被われる（鼻鏡がない）。下顎の臼歯は左右に3本ずつあるが、第2臼歯が極めて小型。眼下部（眼下腺）や後肢内側基部（鼠蹊腺）に臭腺があり、特に眼下腺は発達する。
オスの成獣は、体色が暗褐色や黒。幼獣やメスの成獣は、体色が淡褐色。オスにのみ、栓抜き状に捻れた長い角がある。捻じれの数は5回で、角の表面には多くの節がある。角長60 - 76センチメートル。乳頭の数は2個。

## 分類
以下の亜種の分類は。Grubb(2005)に従う。
- Antilope cervicapra cervicapra (Linnaeus, 1758)
- Antilope cervicapra rajputanae Zukowsky, 1927

## 生態
草原、有刺植物からなる藪地、開けた林地などに生息する。昼行性。10 - 50頭のメスや幼獣からなる群れを形成し生活する。若いオスのみでも群れを形成する。危険を感じると高く跳躍し、走って逃げる。時速80キロメートルの速度で1.5キロメートルの距離を走行することができる。
丈の短い草本などを食べる。
繁殖様式は胎生。オスは繁殖期になると20 - 100ヘクタールの縄張りを形成し、縄張り内にハレムを形成し交尾する。妊娠期間は6か月。1 - 2頭の幼獣を産む。オスは生後3年、メスは生後1年半で性成熟する。寿命は12 - 18年で、飼育下では21年以上の長期生存例もある。
天敵として トラ、インドライオン、ヒョウ、ドールがいる。

## 人間との関係
インドでは長く鋭く直線的な角から、マドゥヴ（マドゥ）やシンガータと呼ばれる武器を作った。
農作物を食害することもある。
生息数や分布域は特に20世紀に激減したものの、推移は不明だが生息数は多いと考えられていること・保護区などでは増加していることから2017年の時点で種としての絶滅のおそれは低いと考えられている。農地開発による生息地の破壊や、違法な狩猟による影響が懸念されている。一方で森林が開発されたことで、本種が好む開けた環境が増えているといった面もある。1975年のワシントン条約発効時から、ネパールの個体群がワシントン条約附属書IIIに掲載されている。インドでの19世紀における生息数は約4,000,000頭、1947年における生息数は約80,000頭、1964年における生息数は約8,000頭と推定されている。